# 伊美·梅賓沙
伊卡·巴辛加·盧干達·"伊美"·梅賓沙（Eka Basunga Lokonda "Émile" Mpenza，1978年7月4日—），前剛果裔比利時職業足球員，現已退役，職業生涯司職前鋒。梅賓沙曾效力史浩克04、曼城和漢堡等著名球會，亦曾是比利時國家隊成員，代表國家隊上陣超過50場。

## 球會生涯
梅賓沙於哥積克展開其職業足球生涯，輾轉效力莫斯克倫和標準列治，曾和哥哥麥保·梅賓沙（Mbo Mpenza）一同效力以上三支球會。2000年加盟德甲史浩克04，三年後返回標準列治。2004/05年球季重返德國，以250萬歐羅轉會費加盟漢堡SV。可是，2006年1月卻突然轉會卡塔爾球會赖扬。
梅賓沙經過2007年2月14日在曼城球場試腳出色的表現後，加盟曼城。「我未完蛋，我會在曼城證明價值。」，梅賓沙對比利時電台Bel-RTL說，「我今次的轉會為求翻身，我會尊重任何批評我轉會卡塔爾的人。」
他在聯賽對韋根一戰首次為曼城上陣，半場入替森馬拉斯，表現優異，被視為曼城該仗的最佳球員。2007年3月17日他首次為球會入球，在勝米杜士堡2-0的賽事中，他為球隊先開紀錄，3月30日對紐卡素，他一戰定江山，助球隊擊敗對手。2006/07年球季他共射入三球，第三球為煞科戰作客熱刺負1-2一戰中射入的。
2007/08年球季曼城首場季前賽作客對唐卡士打，梅賓沙取得入球。他和球會的合約至季尾完結，曾經與、雷丁、莱斯特城及等球隊扯上關係，最終於2008年7月被曼城放棄。
2008年9月2日梅賓沙加盟英冠球會普利茅夫。於9月13日擊敗諾域治2-1中首次為新球會上陣，於70分鐘後備入替。由於接近一年沒有正式比賽，梅賓沙仍雖為預備隊上陣以重拾比賽狀態。其後在2-2賽和查爾頓中首次為球隊取得入球，但仍不足以成為一隊正選，雖然11月22日主場勝卡迪夫城射入加盟以來的第二球，惟其後因觸傷舊患於12月返回比利時治理。

## 國家隊生涯
1997年起梅賓沙便是比利時國家足球隊成員，他經常在國家隊徵召期間受傷。他曾和哥哥麥保一起參與1998年世界盃和2000年歐洲國家盃，但因傷錯過了2002年世界盃。

## 外部連結
- Player Profile at pafc.co.uk
- 足球数据库：伊美·梅賓沙的球员统计数据

| 前任： 巴巴耶路 | 比利時年度青年球員 1996–1997 | 繼任： 艾歷·艾度 |
| 前任： 巴巴耶路 | 比利時年度非裔球員 1997      | 繼任： 艾歷·艾度 |